# 太子汽車
太子汽車工業股份有限公司，簡稱太子汽車，是一家位於臺灣的汽車製造及銷售公司，由許勝發於1965年7月6日創立。

## 歷史
太子汽車初期自國外進口底盤，自行裝配商用車、真空幫浦式水肥車及密封壓縮式垃圾車等，並取得日本小松製作所、多田野堆高機的臺灣區總代理權。1971年起，幫裕隆汽車代工製造裕隆好馬商用車，陸續推出YLN-251、252、253、255等車型，並成為裕隆汽車商用車的經銷商。
1970年代後半至1980年代之間，太子汽車的業務開始扶搖向上，代工製造的裕隆好馬熱銷，並推出自製的太子牌堆高機。許勝發在1981年當選立法委員、1987年就任中華民國全國工業總會理事長，一舉將事業推向最高峰。結束與裕隆汽車的經銷合作之後，1989年與日本鈴木公司技術合作，陸續生產出鈴木Escudo、鈴木Cultus、Vitara、鈴木Grand Vitara、鈴木Every等車款。2004年太子汽車生產的鈴木Solio更以超過3萬輛的年銷售量穩居臺灣車壇小型車級距之龍頭。
2006年10月25日由於太子汽車總經理許顯榮無法滿足法國標緻汽車（Peugeot，又譯為寶獅汽車）要求獨資經營等條件，太子汽車與標緻汽車的合作案宣告破局，無法順利從「英屬維京群島商協和國際股份有限公司台灣分公司」（簡稱「協和國際」）手中接下標緻汽車台灣總代理權。
2007年受到雙卡風暴與泡沫經濟影響，太子汽車轉投資的萬泰商業銀行背負龐大呆帳。同年9月1日美國SAC基金（SAC Capital Advisors）與奇異公司入主該銀行，許氏父子退出經營階層。2008年臺北地檢署起訴許勝發並求刑10年，擔任萬泰銀行副董事長的兒子許顯榮、以及擔任董事的大女兒許娟娟也被認定為共犯，分別被求處8年及6年有期徒刑，監察人楊錫洲則求刑5年。
2009年太子汽車改與中國大陸的奇瑞汽車合作，欲在台生產並銷售奇瑞汽車，因此導致鈴木不再供應引擎等零組件給太子汽車，太子汽車僅能販售鈴木進口車款。2011年10月11日，太子汽車上百名員工聚集在該公司位於臺北市敦化南路的總部大樓前，以抗議積欠員工薪資多達新台幣2億6千萬元（2011年太子汽車工會罷工事件）。2011年12月28日，鈴木決定買回太子汽車持有的金鈴汽車20％股權；12月29日，因為太子汽車積欠債務並遭銀行團聲請拍賣，臺灣臺北地方法院民事執行處查封太子汽車總部大樓。

## 公司沿革

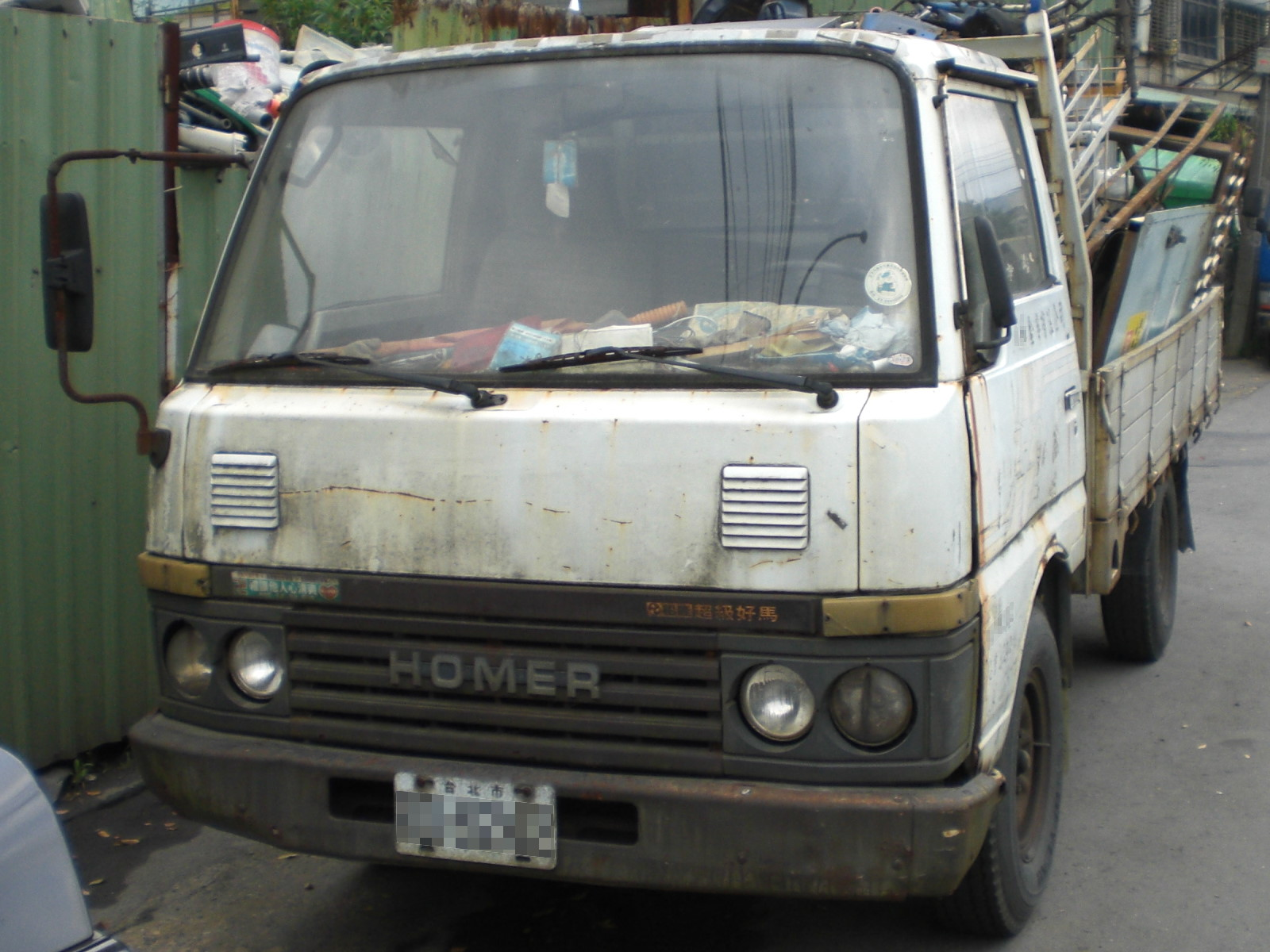
太子汽車製造的裕隆超級好馬

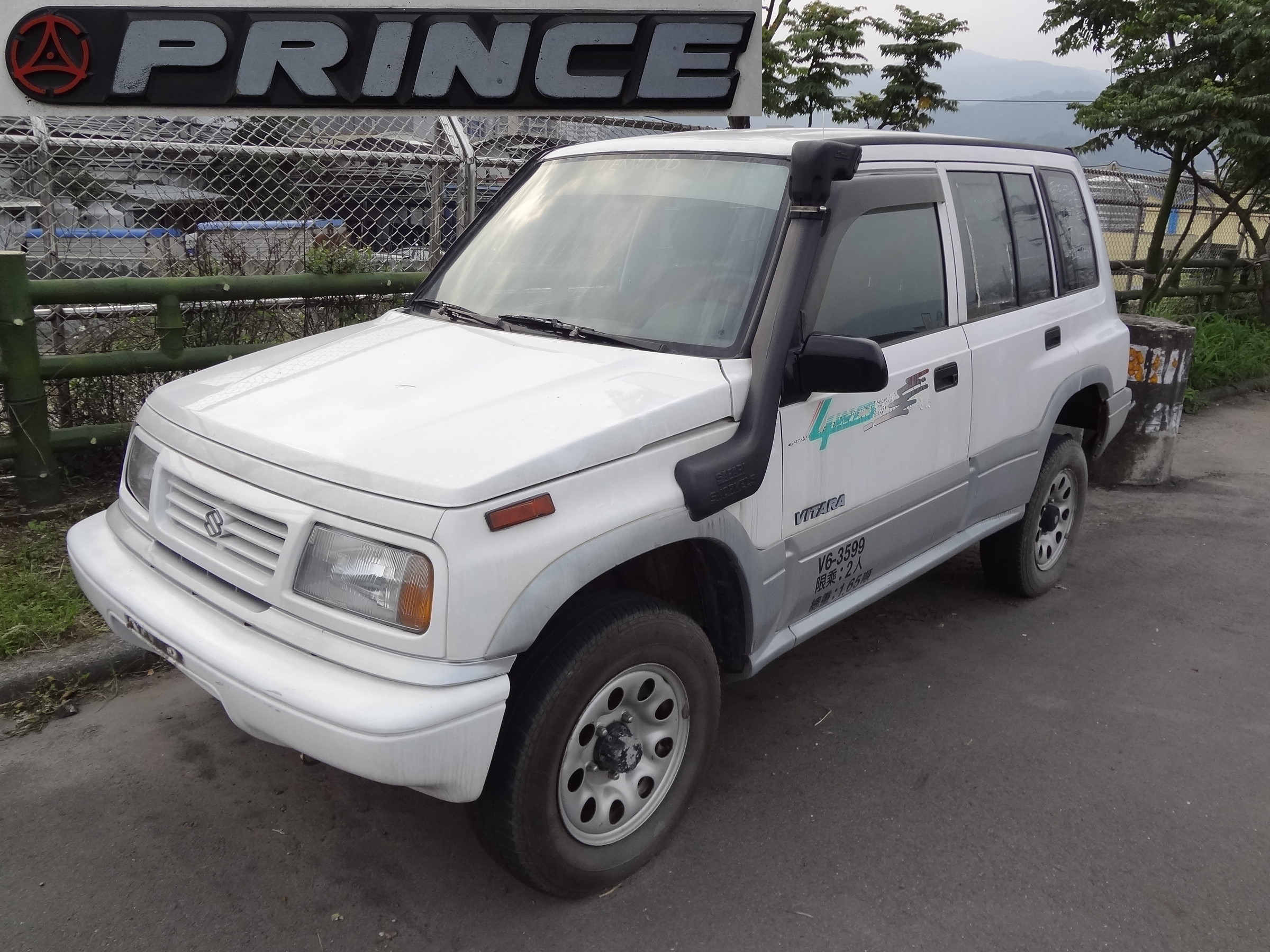
太子汽車製造的1997年鈴木金吉星

- 1965年：許勝發於7月6日以新台幣2千萬元創立太子汽車工業股份有限公司。
- 1966年：進口汽車底盤，裝配成商用車、真空幫浦式水肥車及密封壓縮式垃圾車等，並取得日本小松、多田野堆高機的臺灣區總代理權。
- 1971年：推出好馬（Homer，原廠代號YLN-251）預拌混凝土攪拌車、顆粒散裝車、吸泥車、雲梯車、液壓式吊車等商用車。
- 1972年：設立自行車製造部門，外銷歐洲、北美洲等國家。
- 1974年：代號YLN-252的超級好馬（Homer）上市。
- 1975年：資本額增至新台幣3千5百萬元。
- 1977年：代號YLN-253的好馬商用車同時推出汽油、柴油引擎二種車型，市場反應熱烈。
- 1978年：增資至新台幣6千萬元，並與日本高田工業（日语：高田工業）簽訂技術合作合約。
- 1979年：自行製造太子牌堆高機。
- 1981年：許勝發當選中華民國第一屆第三次增額立法委員，同年土城廠落成。
- 1983年：推出代號YLN-255的好馬汽油、柴油小貨車及客貨車。
- 1987年：許勝發出任中華民國全國工業總會理事長，同年其子許顯榮擔任總經理。
- 1988年：增資至新台幣10億元，中壢廠第一期完工，用以生產堆高機。同年並成立顯隆公司，銷售裕隆汽車全車系。
- 1989年：與日本鈴木公司簽訂技術合作合同，並動工興建土城廠。
- 1990年：鈴木Escudo上市。
- 1991年：許勝發出任海峽交流基金會副董事長。
- 1992年：鈴木福星（Cultus）、金吉星（Vitara）等車款上市，同年1月14日設立萬泰商業銀行。
- 1995年：鈴木超級金吉星（Grand Vitara）上市。
- 1996年：臺灣五十鈴汽車開始委託該公司製造商用車「一路發」（Elf；）。
- 1997年：裕隆汽車與該公司結束3.5噸柴油貨車總經銷的合作關係，另外該公司開始代理銷售五十鈴「福豹」（Panther）客貨車。
- 2002年：鈴木Solio上市。
- 2005年：鈴木Swift上市。
- 2007年：發生萬泰銀行掏空案。
- 2011年：因積欠債務被銀行團聲請法拍，該公司位於台北市敦化南路的大樓遭到臺灣臺北地方法院查封。
- 2012年：因太子汽車遲未發放薪資，該公司員工於11月23日舉行「告別式」抗議活動。同年土城廠由國泰金融控股得標44億，廠房現改為倉儲物流中心。

## 關係企業
- 勝榮汽車股份有限公司
- 金鈴汽車股份有限公司
- 永美汽車股份有限公司
- 日勝汽車股份有限公司
- 顯隆工業股份有限公司
- 台松堆高機股份有限公司
- 台灣多田野股份有限公司
- 萬泰建築經理股份有限公司
- 第一綜合證券股份有限公司
- 第一保險經紀人股份有限公司
- 太子保險代理人股份有限公司
- 萬榮保險代理人股份有限公司
- 萬榮行銷股份有限公司
- 太子投資股份有限公司
- 勝榮貿易股份有限公司
- 榮澤興業股份有限公司
- 太子資訊股份有限公司
- 太源創新股份有限公司
- 惠榮資訊股份有限公司
- 台灣愛克斯資訊科技股份有限公司
- 永育股份有限公司
- 慈益股份有限公司

## 外部連結
- 官方網站（页面存档备份，存于）